# Рассихін Борис Андрійович
Борис Андрійович Рассихін (рос. Борис Андреевич Рассихин; 27 квітня 1937, Москва, РРФСР — 16 березня 2021, Львів) — український радянський футболіст і футбольний тренер. Грав на позиціях — півзахисника, нападника. 

## Ігрова кар'єра
Виріс у Черкізово, біля стадіону «Сталінець» (нині «Локомотив»), де знаходилася база «Шахтаря» Сталіно. Селекціонери «Шахтаря» зауважили гру молодого гравця, і 1956 року запросили до клубу. Коли 1963 року було засновано львівські «Карпати» був запрошений до їх складу. 21 квітня 1963 року дебютував у першому офіційному матчі за «Карпати» проти гомельського «Локомотива». Завершив свою ігрову кар'єру 1967 року в дрогобицькому «Нафтовику».
Борис Рассихін відійшов у засвіти 16 березня 2021 року у Львові, на 84-му році життя.

## Тренерська кар'єра
Після завершення футбольної кар'єри став працювати тренером «Шахтаря» (Червоноград). Потім тренував «Нафтовик» (Дрогобич) та «Авангард» (Стрий). У 1974—1978 і 1981—1983 роках допомагав тренувати львівські «Карпати» та «СКА-Карпати». Одним з найвідоміших його вихованців є Андрій Баль. Також керував «Прикарпаттям» (Івано-Франківськ). Після відродження 1989 року клубу «Карпати» (Львів) був запрошений на посаду головного тренера. Також тренував такі клуби, як «Буковина» (Чернівці), «Веніті» (Липкани, Молдова), «Збруч» (Борщів) і збірну ветеранів «Карпат». У 1992 році працював головним тренером «Галичини» (Дрогобич).

## Родина
Одружений з гімнасткою Любов'ю Носиковою. Подружжя Рассихіних з сином мешкають у Львові, а дочка — в Угорщині. 15 червня 2019 року, у Львові, поблизу Привокзального ринку, Любов Рассихіна загинула в ДТП. На вулиці Горської, водій мікроавтобуса «Мерседес», громадянин Азербайджану здійснив наїзд на жінку, коли та йшла на потяг. Від отриманих травм жінка померла на місці ДТП. Борис та Любов Рассихіни разом прожили майже 60 років. Нещодавно Борис Андрійович також втратив сина.

## Почесні звання та нагороди
- Володар Кубка СРСР: 1961, 1962;
- Присвоєно звання майстер спорту СРСР: 1973;
- Присвоєно звання Заслужений тренер України: 1997.